# Julianas Goldmull
Julianas Goldmull (Neamblysomus julianae) ist ein Vertreter der Goldmulle. Er kommt endemisch im südlichen Afrika vor, ist dort aber nur von drei deutlich voneinander getrennten Subpopulationen bekannt, die sich über das nordöstliche Südafrika verteilen. Die Art besitzt einen leichten Körperbau, wird aber – wie die anderen Goldmulle auch – durch einen spindelförmigen Körper mit äußerlich nicht sichtbaren Ohren und Schwanz sowie durch die kräftigen Klauen der Vorderfüße gekennzeichnet. Aufgrund des grazilen Baus ist Julianas Goldmull an lockere, sandige Böden in felsigen Landschaften gebunden. Untersuchungen zur Lebensweise liegen kaum vor, die Tiere sind einzelgängerisch und leben unterirdisch, die Hauptnahrung umfasst Wirbellose. Die Erstbeschreibung erfolgte im Jahr 1972. Der Bestand wird im Zusammenhang mit Landschaftsveränderungen und aufgrund des stark fragmentierten Verbreitungsgebietes sowie der spezialisierten Lebensweise als stark bedroht angesehen.

## Merkmale

### Habitus
Julianas Goldmull ist ein kleinerer Vertreter der Goldmulle und gegenüber Gunnings Goldmull (Neamblysomus gunningi) die kleinere der beiden Arten der Gattung Neamblysomus. Er besitzt eine Kopf-Rumpf-Länge von 9,2 bis 11,1 cm, das Gewicht variiert von 21 bis 35 g. Ein Geschlechtsdimorphismus ist nur wenig ausgeprägt, männliche Tiere erscheinen gegenüber weiblichen durchschnittlich schwerer. Dieser Unterschied kann aber aufgrund der bisher nur geringen Anzahl an untersuchten Individuen noch nicht als gesichert gelten. Der Körperbau von Julianas Goldmull ist sehr grazil, charakteristisch für alle Goldmulle hat der Körper eine spindelförmige Gestalt, während der Schwanz und die Ohren äußerlich nicht sichtbar sind. In der Fellfärbung erscheint Julianas Goldmull sehr hell. Das Rückenfell zeigt sich zimt-  bis rötlichbraun, entlang der Mittellinie des Rückens ist es dunkler als an den Seiten, wo es in eine rehfarbene Tönung übergeht. Die Unterseite ist trübe rötlichbraun gefärbt. Die Deckhaare besitzen eine weißliche bis gelbliche Basis, werden zur Mitte hin grau und sind an der Spitze rötlich- bis rehbraun getönt. An der Schnauze, an den Wangen und an der Kehle zeichnen sich Flecken aus weißlichen Haaren ab, teilweise kommen auch weißliche Farbtupfer im Bereich der unter dem Fell und der Haut verborgenen Augen vor, ebenso wie auf den Rückseiten der Vorder- und Hinterfüße. Die Gliedmaßen sind allgemein kurz und kräftig gebaut. Sie enden vorn in vierstrahlige Hände und hinten in fünfstrahlige Füße, die jeweils Krallen tragen. Am Vorderfuß ist die Kralle des Mittelstrahls (III) typischerweise besonders groß ausgebildet, sie wird 8,5 bis 10 mm lang und ist an der Basis 3,6 bis 4,3 mm breit. Sie hat aber einen vergleichsweise schlankeren Bau als bei anderen, näher verwandten Goldmullen. Die Kralle des zweiten Fingers wird mit 5,8 bis 6,7 mm etwas kürzer als die Mittelkralle, die des ersten Fingers ist nochmals markant kürzer und reicht nur zum Ansatzpunkt der zweiten Kralle. Am vierten Finger besteht dagegen eine stark reduzierte, teils knopfartig ausgebildete Klaue. Der gesamte Hinterfuß wird 9 bis 14 mm lang.

### Schädel- und Gebissmerkmale
Die größte Länge des Schädels beträgt 21,8 bis 23,6 mm, die größte Breite 14,7 bis 16,7 mm. Der Schädel wirkt dadurch deutlich kürzer und breiter im Vergleich zu dem von Gunnings Goldmull, sodass die größte Breite rund 67 bis 70 % der Länge erreicht. Die Gaumenbreite liegt bei 30 bis 32 % der Schädellänge, was ebenfalls breiter als bei Gunnings Goldmull ist. In Bezug auf die Schädelmaße liegen zwischen Männchen und Weibchen kaum Unterschiede vor. Das Gebiss besteht aus 36 Zähnen, es weist folgende Zahnformel auf: {\displaystyle {\frac {3.1.3.2}{3.1.3.2}}}. Ein hinterster, dritter Molar ist im Oberkiefer meist nicht ausgebildet, im Unterkiefer erscheint er regelmäßig aber variabel in den einzelnen Kieferhälften. Er hat eine nagelartige Form und ist durchschnittlich kleiner als die vorderen Molaren, die durch ein dreihöckeriges (tricuspides) Kauflächenmuster geprägt sind. An den unteren Molaren fehlt ein ausgeprägtes Talonid. Die Länge der oberen Zahnreihe vom Eckzahn bis zum zweiten Molar liegt bei 5,5 bis 6,1 mm.

## Verbreitung

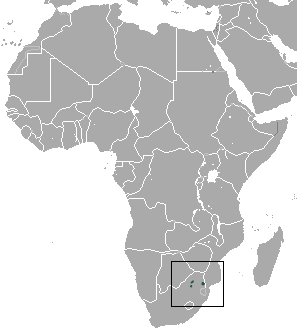
Verbreitungsgebiet (grün) von Julianas Goldmull

Julianas Goldmull ist endemisch im südlichen Afrika verbreitet, der Bestand beschränkt sich auf drei eng umrissene Subpopulationen. Die erste kommt an der Bronberg Ridge im östlichen Teil von Pretoria (Metropolregion Tshwane) in der südafrikanischen Provinz Gauteng vor, einem Quarzithügel von weniger als 15 km Länge und 1 km Breite mit sandigen Substraten zwischen den Felsaufschlüssen. Nachgewiesene Lokalitäten liegen hier bei Willows, Shere und Tierpoort am Nordhang sowie Olympus und Zwavelpoort am Südhang des Bergrückens. Die zweite Population verteilt sich auf verschiedene Lokalitäten im südwestlichen Teil des Kruger-Nationalparks in der Provinz Mpumalanga, etwa Numbi Gate, Petroniuskop und Matjulwana. Die dritte Population wurde 1974 entdeckt, aber erst 1989 bestätigt, sie besteht in den Überflutungsebenen des Nylsvley Provincial Natural Reserve, einem rund 40 km² großen Schutzgebiet, und südlich angrenzenden Farmländern in der Provinz Limpopo. Die drei Populationen sind 120 km in Nord-Süd-Richtung (Pretoria und Nylsvley-Reservat) beziehungsweise 350 km in Ost-West-Richtung (Pretoria und Krüger-Nationalpark) voneinander getrennt. Das gesamte Vorkommen der Art dehnt sich auf insgesamt 160 km² aus, wovon 9 km² auf die Region bei Pretoria und 8 km² auf das Nylsvley-Reservat entfallen, und liegt vollständig in der östlichen Sambesi-Waldlandzone, die Population des Nylsvley-Reservats bewohnt innerhalb dieser den dornigen Bushveld, die des Krüger-Nationalparks den Bushveld-Lowfeld und die von Pretoria den felsigen Highveld. Einzelne Gewöllefunde von Eulen aus der Witcoppen Cave 25 km östlich des Nylsvley-Reservats sprechen für eine deutlich weitere Verbreitung von Julianas Goldmull in der Region, was auch Berechnungsmodelle für nutzbare Habitate vermuten lassen. Ebenso verweist ein im Jahr 2003 bei Malelane in Mpumalanga beobachtetes Individuum auf ein ausgedehnteres Vorkommen dort. Die Art ist mit sandigen Böden assoziiert, zumeist mit mittelkörnigen Sandsubstraten und geringer Größenvariation der Sandpartikel, wodurch der Untergrund sehr locker wird. Sie bevorzugt daher hauptsächlich Gebiete mit verwittertem Sandstein in felsiger Umgebung der südafrikanischen Savannen, ihr Lebensraum innerhalb der einzelnen Lokalitäten ist aus diesem Grund wiederum sehr eng umrissen. In den feuchteren Grasländern mit festeren Ton-Böden der Provinz Mpumalanga wird Julianas Goldmull vom Robusten Goldmull (Amblysomus robustus) und vom Highveld-Goldmull (Amblysomus septentrionalis) abgelöst. Julianas Goldmulle treten auch in gut bewässerten Gärten auf. Sie kommen lokal recht häufig vor, in zuträglichen Habitaten kann die Populationsdichte bei 2 bis 3 Individuen je Hektar liegen.

## Lebensweise
Die Lebensweise von Julianas Goldmull ist weitgehend unerforscht. Die Tiere leben einzelgängerisch und legen Baue im Untergrund an. Die Tunnelsysteme verlaufen oberflächennah in 3 bis 15 cm Tiefe und sind oberirdisch als Erdrippel erkennbar. Einzelne Gänge schrauben sich spiralig in 40 bis 50 cm Tiefe ohne aber in eine Kammer oder ein Nest zu enden. Der grazile Körperbau bindet Julianas Goldmull an lockere Sandböden, wodurch die Tiere „Sandschwimmer“, vergleichbar dem Wüstengoldmull (Eremitalpa granti), darstellen. Sie vermögen sich aufgrund ihrer geringen Körpergröße durch unterirdisch liegende enge Felsspalten zu graben. Die einzelnen Individuen verhalten sich territorial und verteidigen ihre Reviere aggressiv gegen Artgenossen beiderlei Geschlechts. Im bedrängten Zustand stoßen sie hohe Quieklaute aus.
Allgemein wird angenommen, dass Julianas Goldmull nachtaktiv ist, Untersuchungen von Tieren aus dem Nylsvley Provincial Natural Reserve in Limpopo ergaben aber eine zweiphasige Aktivität mit Hauptzeiten von etwa 09:00 bis 13:00 Uhr und von 19:00 bis 23:00 Uhr. Im Durchschnitt beträgt die Aktivität drei bis fünf Stunden, unterbrochen von längeren Phasen der weitgehenden Inaktivität. Innerhalb von 24 Stunden nutzte ein Tier im Nylsvley Provincial Natural Reserve ein Areal von 3964 m² und legte bis zu 304 m zurück. Der Großteil wurde nachts absolviert, was vermuten lässt, dass die tägliche Aktivitätsphase der Thermoregulierung dienen könnte. Kurz nach Sonnenaufgang verfallen die Tiere in einen Torpor, zu dieser Tageszeit ist der Boden stark ausgekühlt. Die Körpertemperatur von Julianas Goldmull variiert zwischen 27 und 33 °C, abhängig von der Aktivität. Ruhestarren treten möglicherweise schon bei geringfügig niedrigeren Umgebungstemperaturen auf und gehen mit einem Absinken der Körpertemperatur einher, was als Energiespareffekt in kühlerer Umgebungstemperatur zu werten ist. Der Torpor kann in den kalten Jahreszeit wahrscheinlich tiefer sein als in der wärmeren. Überhitzung begegnen die Tiere mit dem Aufsuchen von schattigen Plätzen. Vor allem nach intensiven Regenfällen nimmt die Aktivität an der Erdoberfläche erheblich zu.
Die Nahrungssuche erfolgt in dicht unter der Oberfläche verlaufenden Tunnelsystemen. Die Hauptnahrung besteht aus Wirbellosen, die genaue Zusammensetzung der Nahrung ist unbekannt. Ein Tier in menschlicher Obhut fraß Küchenschaben, Grashüpfer, Käfer und andere Insekten sowie Regenwürmer, mied aber Schnecken. Zumeist verbrachte es seine Beute in einen Bau, eher selten verzehrte es die Nahrung direkt an der Oberfläche. Die Dauer und Intensität der Nahrungssuche in den oberflächennahen Tunneln geht während der trockenen Wintermonate von Mai bis September deutlich zurück. Mutter- und Jungtiere wurden bisher von Juli bis August und von November bis Februar beobachtet. Dies lässt eine mehrfache, aber wohl jahreszeitlich abhängige Fortpflanzung mit einer geringen Vermehrungsrate über das Jahr annehmen. Die Anzahl der Nachkommen liegt bei zwei je Wurf. Einen natürlichen Fressfeind stellt die Schleiereule dar, in deren Gewöllen gelegentlich Reste von Julianas Goldmull gefunden werden. Dies spiegelt auch das vergleichsweise häufige Auftreten der Art an der Erdoberfläche wider.

## Systematik
Julianas Goldmull ist eine Art aus der Gattung Neamblysomus, zu der zusätzlich noch Gunnings Goldmull (Neamblysomus gunningi) gezählt wird. Die Gattung bildet einen Teil der Familie der Goldmulle (Chrysochloridae), welche kleine, bodengrabende Säugetiere aus der Überordnung der Afrotheria einschließt. Ihre Mitglieder kommen endemisch in Afrika vor, der Schwerpunkt der Verbreitung befindet sich im südlichen Afrika, einige wenige Arten kommen jedoch auch in Teilen des östlichen oder zentralen Afrikas vor. Aufgrund der unterirdischen Lebensweise haben die Habitate der einzelnen Arten mit wenigen Ausnahmen eng umrissene Grenzen. Es können innerhalb der Familie zwei ökologische Gruppen unterschieden werden. Zur ersten Gruppe zählen die Vertreter, die trockene bis teils halbwüstenartige Landschaften besiedeln wie etwa der Wüstengoldmull (Eremitalpa) oder die Kapgoldmulle (Chrysochloris). Die zweite Gruppe wird aus Bewohnern von offenen Gras- und Savannenlandschaften sowie von Wäldern gebildet, beispielsweise den Kupfergoldmullen (Amblyomus) und den Vertretern der Gattung Neamblysomus, darüber hinaus auch den Riesengoldmullen (Chrysospalax) oder Arends’ Goldmull (Carpitalpa). Die innere Gliederung der Familie konnte bisher nicht zufriedenstellend geklärt werden. Eine häufige Unterscheidung basiert auf dem Bau des Hammers im Mittelohr, wonach zwei oder drei Unterfamilien zu unterscheiden wären: die Amblysominae mit einem normal gebauten Malleus, die Chrysochlorinae mit einem stark verlängerten Kopf des Malleus und die Eremitalpinae mit einem kugelig aufgeblähten Kopf des Malleus. Einige Autoren sehen die beiden letztgenannten aber auch als eine einzelne Unterfamilie an, die Chrysochlorinae. Molekulargenetische Untersuchungen konnten diese auf skelettanatomischen Unterschieden beruhende Untergliederung der Goldmulle bisher nicht vollständig nachvollziehen. Ihnen zufolge bilden aber Carpitalpa und Amblysomus die nächsten Verwandten von  Neamblysomus.
Unterarten von Julianas Goldmull sind nicht bekannt. Die drei Subpopulationen unterscheiden sich aber in der Fellfärbung und in einzelnen Zahnmerkmalen. Die beiden westlichen Vorkommen (Pretoria und Nylsvley Provincial Natural Reserve) sind durch eine helle zimtfarbene Rücken- und eine rehfarbene Bauchseite charakterisiert, ihnen fehlt außerdem der untere dritte Molar. Die Tiere des Kruger-Nationalparks hingegen haben ein dunkleres rötlichbraunes Fell am Rücken und einen eher trübe rotbraunen Bauch. Ein unterer, hinterster Molar ist häufig ausgebildet, allerdings eher klein in seiner Gestalt mit nur einem Drittel der Größe des vorhergehenden Molars. Vorläufige genetische Untersuchungen zeigen auch eine deutliche Trennung zwischen der östlichen und den beiden westlichen Subpopulationen. Ob sich die beiden Gruppen auf Artebene unterscheiden lassen, bedarf weiterer Untersuchungen.
Die wissenschaftliche Erstbeschreibung erbrachte Jurgens A. J. Meester im Jahr 1972. Er beschrieb dabei die Populationen von Pretoria und vom Krüger-Nationalpark und benannte sie mit Amblysomus julianae als Mitglied der Kupfergoldmulle. Als Typusregion gab er den Vorort Willows am Nordhang der Bronberg Ridge in Pretoria an. Der Holotyp stellt ein weibliches Individuum dar, das bereits im Oktober 1965 dort gesammelt wurde. Einer der weiteren Paratypen, ein männliches Tier, stammt aus dem nahe gelegenen Shere und wurde über längere Zeit bis Juli 1972 in menschlicher Obhut gehalten. Das Artepitheton widmete Meester seiner Ehefrau. Bereits Anfang der 1960er Jahre waren im Krüger-Nationalpark Tiere beobachtet worden, die anfänglich zu Sclaters Goldmull (Chlorotalpa sclateri) gestellt und erst mit der Beschreibung von Julianas Goldmull als zu dieser Art gehörig erkannt wurden. Die Zuweisung von Julianas Goldmull zur Gattung Neamblysomus erfolgte Mitte der 1990er Jahre aufgrund von Abweichungen im Karyotyp und in den Zahnmerkmalen. Diese zeigten auf, dass die Art zusammen mit Gunnings Goldmull eine von den Kupfergoldmullen abgetrennte Klade bilden, was spätere genetische Untersuchungen bestätigten.

## Gefährdung und Schutz
Der Gesamtbestand von Julianas Goldmull verteilt sich auf drei voneinander getrennte Subpopulationen innerhalb derer die Tiere wiederum aufgrund ihrer stark spezialisierten Lebensweise auf eng begrenzte Habitate beschränkt sind. Die großen Entfernungen zwischen den drei Subpopulationen lassen keinen bisher bekannten Genfluss zu. Zwei der Subpopulationen liegen teilweise in geschützten Gebieten (Nylsvley Provincial Natural Reserve und Krüger-Nationalpark). Die Areale außerhalb der Schutzgebiete unterliegen einer starken Veränderung durch den Menschen. Hauptbedrohung für den Bestand der Art sind daher Verlust von geeignetem Lebensraum durch Umwandlung und zunehmende Fragmentierung infolge der Ausdehnung der Siedlungen und der Zunahme von Landwirtschaft oder Bergbau (vor allem Quarzit). Letzteres betrifft hauptsächlich die Subpopulation an der Bronberg Ridge bei Pretoria, die keinerlei Schutzmaßnahmen unterliegt. Deren Verbreitungsgebiet ist hier seit 2003 wieder durch stärkere Bergbaumaßnahmen betroffen, was unter anderem in absehbarer Zukunft einen Großteil der für Julianas Goldmull zuträglichen Landschaft beeinträchtigt und zudem den Ost-West verlaufenden Wanderungskorridor unterbindet. Schon zu Anfang des 21. Jahrhunderts waren bereits rund ein Drittel des Lebensraums durch den Bergbau und die rapide Urbanisierung umgewandelt und die gesamte Region durch zwei Verbindungsstraßen in mehrere Teile zerstückelt worden. Die in den Naturschutzgebieten lebenden Subpopulationen können darüber hinaus durch Infrastrukturprojekte während der touristischen Erschließung der Regionen beeinträchtigt werden. Untergeordnet haben auch die Bejagung durch Haushunde und Hauskatzen einen Einfluss auf den Bestand ebenso wie Vertreibungen durch Gartenbesitzer. Die IUCN listet Julianas Goldmull insgesamt als „stark bedroht“ (endangered), die Bronberg-Ridge-Subpopulation aber als „vom Aussterben bedroht“ (critically endangered).